# Сканцорошіате
Сканцорошіате (італ. Scanzorosciate) — муніципалітет в Італії, у регіоні Ломбардія,  провінція Бергамо.
Сканцорошіате розташоване на відстані близько 480 км на північний захід від Рима, 55 км на північний схід від Мілана, 6 км на схід від Бергамо.
Населення — 10 114 осіб (2014).

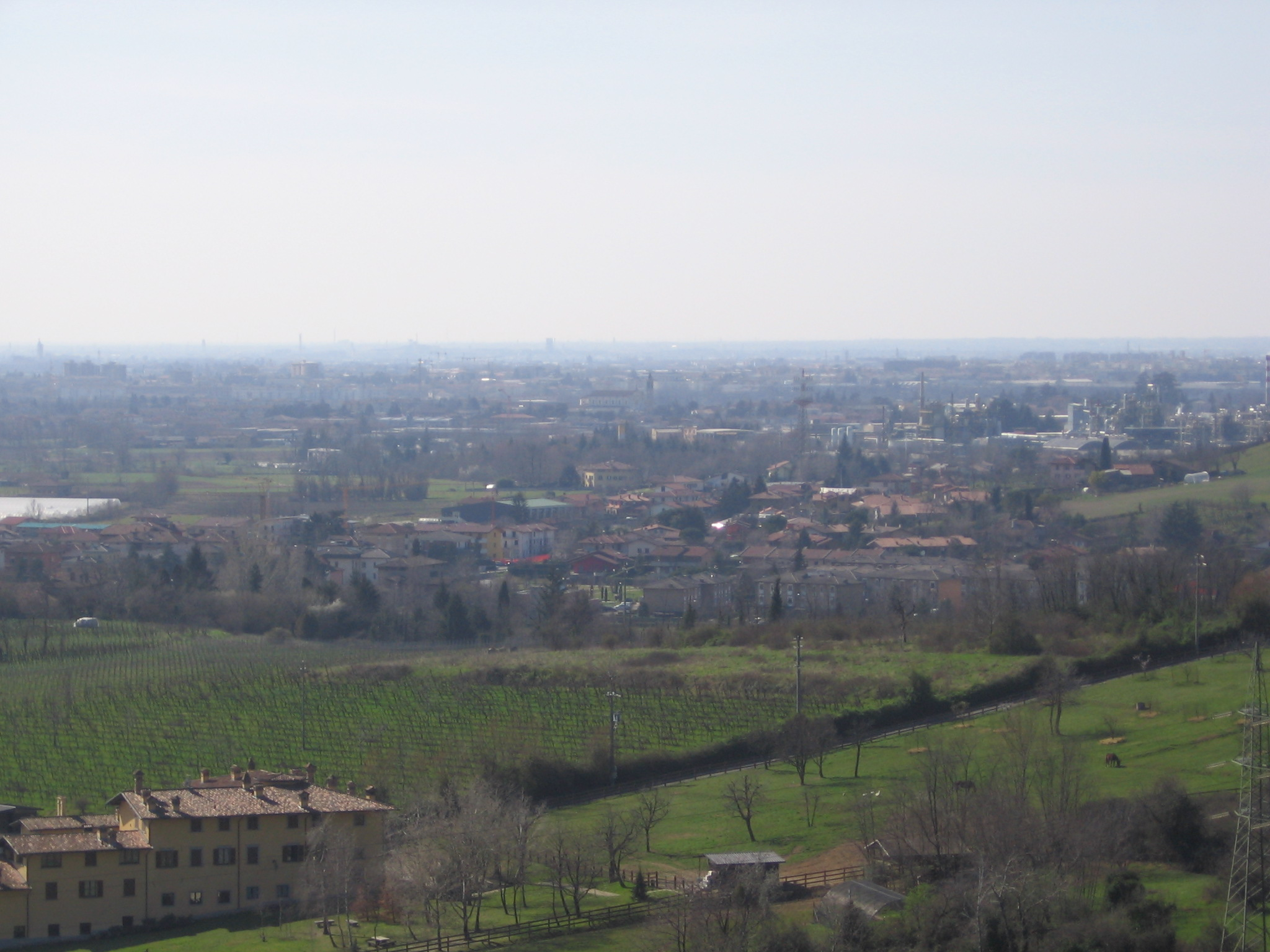

Щорічний фестиваль відбувається 16 серпня. Покровитель — святий Рох.

## Демографія
Населення за роками:

Станом на 1 січня 2023 року в муніципалітеті офіційно проживали 534 іноземці з 55 країн, серед них 116 громадян країн Євросоюзу та 42 громадяни України.

## Сусідні муніципалітети
- Ченате-Сопра
- Ченате-Сотто
- Горле
- Нембро
- Педренго
- Прадалунга
- Раніка
- Сан-Паоло-д'Аргон
- Торре-де'-Ровері
- Вілла-ді-Серіо